# (6776) Dix
(6776) Dix est un astéroïde de la ceinture principale.

## Description
(6776) Dix est un astéroïde de la ceinture principale. Il fut découvert le 6 avril 1989 à Tautenburg par Freimut Börngen. Il présente une orbite caractérisée par un demi-grand axe de 2,58 UA, une excentricité de 0,15 et une inclinaison de 4,7° par rapport à l'écliptique.

## Compléments